# Euryalidae
De Euryalidae zijn een familie van slangsterren uit de orde van Euryalida.

## Geslachten
- Asteromorpha Lütken, 1869
- Asterostegus Mortensen, 1933
- Astrobrachion Doederlein, 1927
- Astroceras Lyman, 1879
- Euryale Lamarck, 1816
- Sthenocephalus Koehler, 1898
- Trichaster L. Agassiz, 1836